# Veeno
Veeno was een Nederlands fietsmerk, opgericht in 1908 in Bedum door Pieter van der Veen. Van der Veen was in 1900 naar Bedum gekomen om bij koperslagerij Bodewes als fietsreparateur te werken, maar besloot in 1908 in zijn schuur een eigen bedrijf op te richten.
In 1911 veranderde hij de naam van zijn bedrijf van P. van der Veen Rzn., koperslager en rijwielfabrikant in Rijwielenfabriek BEDUM, en leverde in die tijd fietsen voor de prijs van veertig gulden. Als in 1917 een nieuwe fabriek wordt geopend wordt de naam opnieuw gewijzigd, nu in Rijwielfabriek Veeno. Reden voor de nieuwe naamwijziging is het feit dat de plaatsnaam Bedum niet mag worden gebruikt als merknaam. Naast de faciliteiten voor fietsproductie beschikt het bedrijf in het nieuwe gebouw ook over een auto- en motorengarage, en kan een automobiel worden gehuurd.
In de jaren twintig gaat het Veeno, dat dan is omgezet naar een Naamloze Vennootschap, voor de wind. In 1921 en 1928 worden de productiefaciliteiten uitgebreid, en Veeno levert zes verschillende modellen fietsen in heren- en damesuitvoering.
Al vanaf 1931 beschikt Veeno over een verchroominstallatie, zodat diverse onderdelen in een verchroomde variant kunnen worden geleverd. Naast de "gewone" fietsen levert Veeno dan ook "priesterfietsen" (damesuitvoering met verlengd frame, zodat de priester zijn soutane makkelijker kwijt kan), en driewielige transportfietsen, met of zonder hulpmotor.

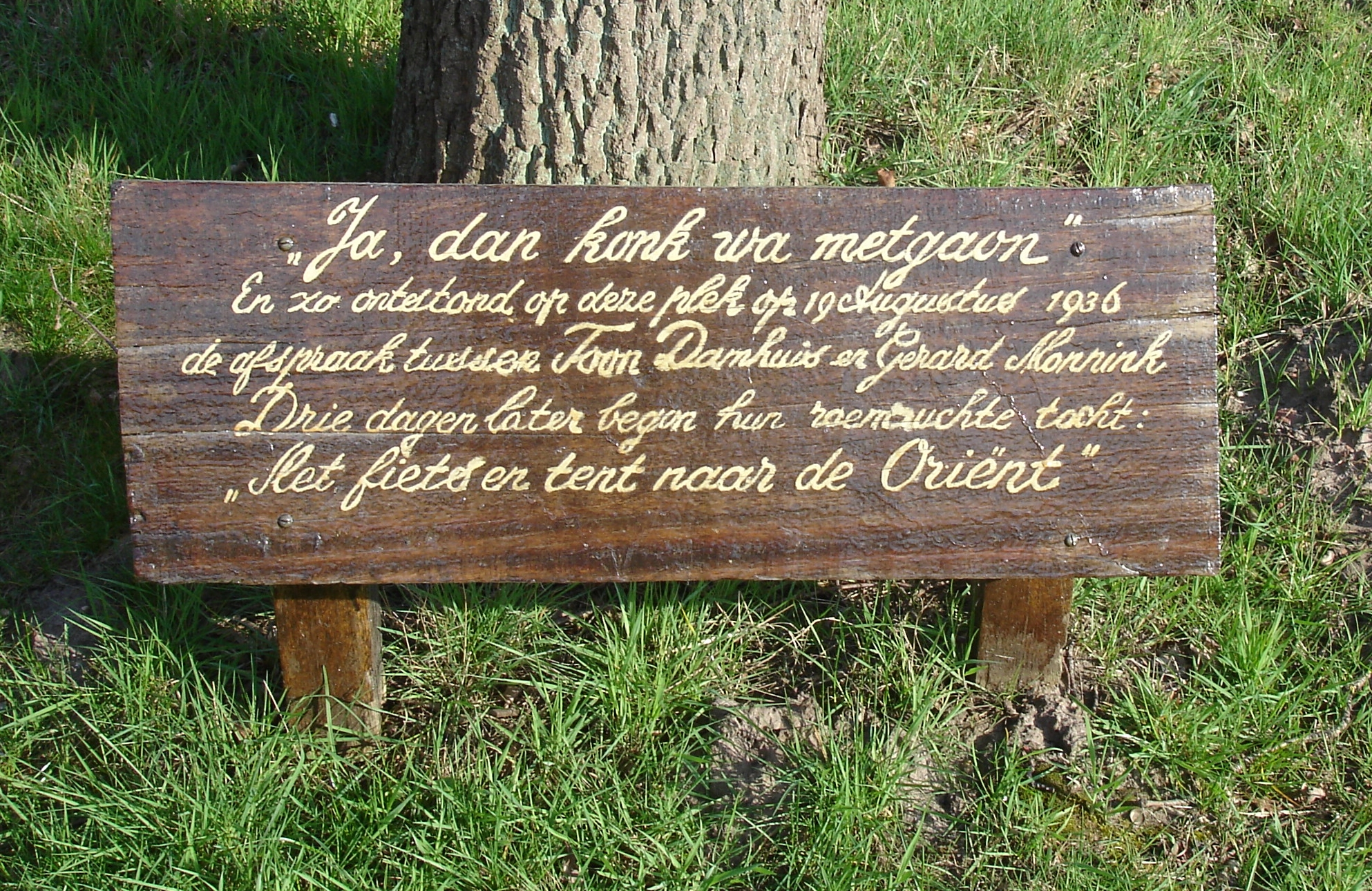
Monnink en Damhuis maakten hun plannen hier, bij Oldenzaal

In 1936 sponsort Veeno de tocht van Gerard Monnink en Toon Damhuis, door het beschikbaar stellen van het materiaal. De twee willen op de fiets (met tent, maar zonder routekaart) naar Egypte en Palestina fietsen.
De oorlogsjaren zijn ook voor Veeno moeizaam, er kan nauwelijks over staal worden beschikt omdat de bezetter dat gebruikt voor wapenproductie. De fabrieksinventaris wordt door de Duitsers in beslag genomen en afgevoerd.
Na de oorlog is Veeno in staat de productie langzamerhand te hervatten. In 1953 wordt R.J. van der Veen, zoon van de oprichter, mededirecteur.  In 1958 zal het vijftigjarig bestaan groots worden gevierd, maar de plannen worden doorkruist door het overlijden van oprichter en directeur Pieter van der Veen. Veeno staat dan aan de vooravond van haar topjaren, tot midden jaren zestig wordt een productie van 10.000 fietsen per jaar gerealiseerd.
In 1965 komt Veeno toch in de problemen, en wordt surseance van betaling verleend. Het bedrijf wordt afgeslankt van 100 naar 35 werknemers. Het reddingsplan mag niet baten, en op 10 februari 1967 wordt het faillissement uitgesproken.
De merknaam Veeno wordt overgenomen door Rijwielfabriek De Wilde, die echter in 1977 ook failliet gaat. Vervolgens wordt Van der Sluis eigenaar van de merknaam, maar ook dat bedrijf gaat in 1982 als gevolg van brand failliet. Rivel is de volgende eigenaar, maar dat wordt in 1993 overgenomen door Union.